# Christopher Poole
Christopher Poole (født ca. 1988) er en amerikansk internet-iværksætter fra New York og kendt for at grundlægge websideerne 4chan og Canvas.
Poole holdt sin identitet skjult, til den blev afsløret den 9. juli 2008 af The Wall Street Journal. Før brugte han aliaset "moot"  Samme dag offentliggjorde Lev Grossman i  Time et interview, der beskriver Pooles indflydelse som ikke-synlig administrator som "en af de mest væsentlige" i udviklingen af indholdssamarbejdet. Selv om Grossmans artiklen begyndte med tilståelsen: "Jeg kender ikke engang hans rigtige navn," hævdede han at kunne identificere Christopher Poole som moot. Senere, den 10. juli, indrømmede Grossman, at der var en lille mulighed for, at Christopher Poole ikke var moots rigtige navn, men snarere en intern 4chan joke. Washington Post var enig i, at "Christopher Poole" kunne være en spøg eller en skrøne. Det ville være lige, hvad man kunne forvente fra skaberen af 4chan."
I 2016 kom han til Google.